# 熱帶風暴苗柏 (2004年)
熱帶風暴苗柏（英語：Tropical Storm Merbok, PAGASA：Violeta）是2004年太平洋颱風季的一個熱帶氣旋。

## 概述
這是自2002年蔷薇以來第一個被日本氣象台發現，但未被聯合颱風警報中心承認的熱帶氣旋。熱帶低氣壓苗柏接近菲律賓海，被PAGASA命名為Violeta。不久成為一股熱帶風暴。苗柏緩慢地向西北移動，並登陸菲律賓奧羅拉省聖路易斯。苗柏以風速每小時65公里橫過呂宋山脈，23日，苗柏重回海上。苗柏開始失去原有速度，風暴在消散前繼續向西北移動，在吕宋以西海域消散。
苗柏為之前吹襲菲律賓的梅花（菲律賓稱Unding）之後帶來附加的破壞帶來嚴重損失，造成31人死、187人受傷。另外，17人亦告失蹤，總共有337棟房屋被摧毀及1286棟房屋被損毀。在奧羅拉省卡西古蘭的22日中午至23日錄得185.2毫米雨量。
由於苗柏造成超過123.68億菲律賓比索的損失，菲律賓大氣地球物理和天文服務管理局把該颱風的當地名稱Violeta從命名表中除名。以後將不再使用。2005選擇Vicky替代Violeta。